# جيني كيم
كيم جيني (بالهانغل:제니 김؛ ولدت في 16 يناير 1996) معرفة بأسم الشهرة جيني (بالكورية: 김제니)‏ هي مغنية ورابر وعارضة كورية جنوبية، ترسمت كعضوة في فرقة الفتيات بلاكبينك في أغسطس 2016 تحت وكالة واي جي إنترتينمنت. في عام 2023، ظهرت لأول مرة كممثلة تحت اسمها المسرحي جيني روبي جاين في المسلسل «الآيدول» على شبكة إتش بي أو.
في نوفمبر 2018 صنعت جيني ظهورها الأول كفنانة منفردة مع الأغنية المنفردة "سولو"، التي تصدرت مخطط غاون في كوريا الجنوبية ومخطط بيلبورد العالمي للأغاني الرقمية. وصلت أغنيتها المنفردة "يو أند مي" (2023) إلى المركز الأول في بيلبورد مخطط بيلبورد العالمي الأمريكي في حين أن "ون أوف ذا غيرلز" (2023) دخلت أيضا المراكز العشرة الأولى من مخطط بيلبورد العالمي 200 وأصبحت أعلى أغنية في المخطط لفنانة منفردة كورية على بيلبورد هوت 100. في نوفمبر 2023، أنشأت جيني وكالتها التجارية الخاصة المسماة Odd Atelier.
حصلت جيني على العديد من الجوائز طوال مسيرتها المهنية وهي الشخصية الكورية الأكثر متابعة على إنستغرام وكانت قناتها على اليوتيوب هي الأسرع في التاريخ التي تجاوزت المليون مشترك. تشتهر جيني بتنوعها الموسيقي وصورتها في عالم الموضة وقد أُطلق عليها لقب "شانيل البشرية"، حيث انها ايضًا تعمل كسفيرة عالمية للعلامة التجارية.

## حياتها

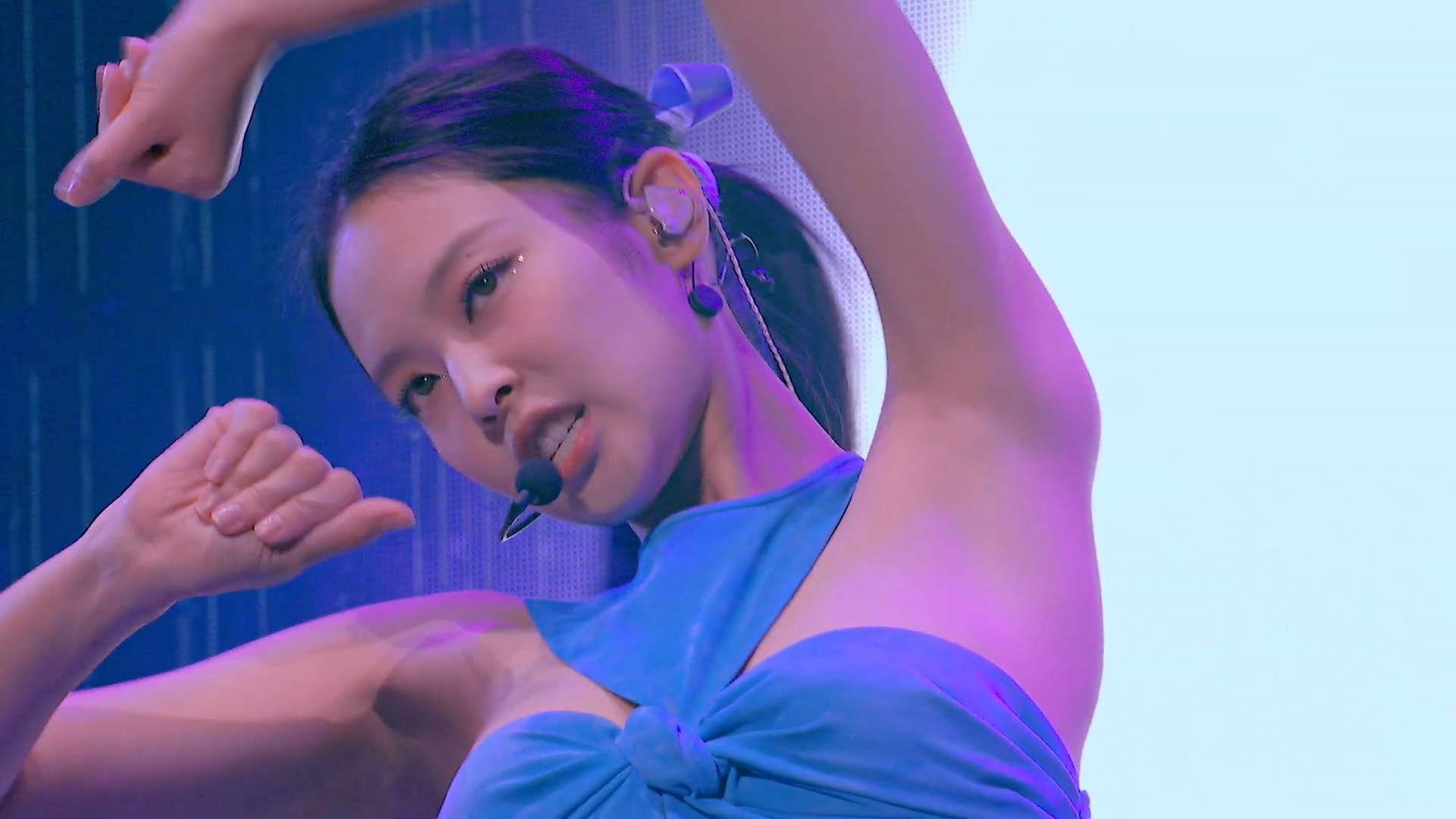
جيني تؤدي أغنية أنت وأنا في جولتها العالمية، دالاس

ولدت جيني كيم في 16 يناير 1996 في منطقة سول العاصمة، كوريا الجنوبية، وهي الطفلة الوحيدة لعائلتها. عندما كانت في الثامنة من عمرها، ذهبت في رحلة مع عائلتها إلى أستراليا ونيوزيلندا. أثناء تواجدها في نيوزيلندا، سألتها والدتها عما إذا كانت تحب المكان وإذا كانت تريد البقاء، فأجابت جيني «نعم». وبعد ذلك بعام، أُرسلت جيني للدراسة في مدرسة وايكوفاي المتوسطة في أوكلاند، نيوزيلندا وعاشت مع عائلة نيوزلندية مضيفة. تحدثت جيني عن تجربتها في تعلم لغة جديدة في فيلم إم بي سي الوثائقي «الإنجليزية، يجب أن تتغير من أجل البقاء (2006)». خلال سنوات مراهقتها، حلمت بأن تصبح راقصة بالية. بعد تخرجها من المدرسة الإعدادية، انتقلت إلى كلية أي جي سي بارنيل.
سمعت جيني عن الكي-بوب أثناء إقامتها في نيوزيلندا، ووجدت اهتماماً خاصا بموسيقى واي جي إنترتينمنت. كانت والدتها تخطط لنقلها إلى الولايات المتحدة في فلوريدا في سن الرابعة عشرة حتى تتمكن من أن تصبح محامية أو معلمة، لكن جيني اتصلت بأمها تبكي على الهاتف كونها ضد هذه الفكرة. اعتقدت جيني أنها قد لا تستطيع العثور على عمل تحبه أثناء إقامتها بمفردها في فلوريدا ولكن دعمت أسرتها قرارها وعادت إلى كوريا الجنوبية. في أغسطس 2010 شاركت جيني في تجارب أداء واي جي إنترتينمنت وأدت أغنية «تايك آ باو» لريانا. ونجحت في الانضمام إلى الوكالة كمتدربة وتدربت لمدة خمس سنوات واحدى عشرة شهر. أخبرت جيني موقع هاي كت كوريا أنها كانت خائفة جداً من الغرباء وفضيعة في بدء المحادثات، لدرجة أنها بالكاد يمكن أن تقول «مرحباً» أثناء الاختبار. تم اختبارها في البداية كمغنية، لكن الشركة اعتقدت أنها يجب أن تكون مغنية راب بدلاً من ذلك لأنها كانت المتدربة الوحيدة القادرة على التحدث باللغة الإنجليزية، وكانت معظم الأغاني التي غنتها تشمل أغاني الراب. في ذلك الوقت كانت جيني تدرس في مدرسة تشونغدام المتوسطة ومدرسة تشونغدام الثانوية.
ظهرت في عدة أغاني مثل أغنية "BLACK" مع جي دراغون و"GG Be" مع سينغري و"Special" مع لي هاي في عام 2013.
يقال إن جيني من الممكن أن تكون قائدة الفرقة، ولكن بعد ظهور الفرقة لأول مرة، لم يكن هناك قائد لهن بسبب أعمارهن المتقاربة.
في أبريل 2019، أصبحت جيني أول مغنية كورية منفردة تغني في كوتشيلا. حيث أدرج أدائها تحت عنوان «أفضل 10 أشياء رأيناها في كوتشيلا 2019»، ووصفتها مجلة بيلبورد بأنها «تهب العقل» و«مذهلة» للجماهير والمارة.

## المسيرة الفنية
في 7 مارس 2025، أصدرت جيني ألبومها المنفرد الكامل الأول بعنوان «روبي»، وضم الألبوم 15 أغنية. باع الألبوم أكثر من 660 ألف نسخة في الأسبوع الأول من إصداره. واحتل الألبوم المركز السابع في قائمة بيلبورد في الولايات المتحدة.

## الفن والصورة العامة

### التأثير والأسلوب الموسيقي
عندما بدأت جيني لأول مرة في الراب درست أعمال الفنانين الذين أعجبت بهم واحترمتهم مثل لورين هيل وفرقة تي ال سي. استشهدت جيني بـ ريانا كتأثيرها الموسيقي الرئيسي وقدوتها. أثناء العمل على ألبوم بلاكبينك، استمعت جيني إلى فنانين مثل لانا ديل راي وبيلي إيليش وهاري هدسون وإتش.إي.آر. وكاسي موسغرافس . مدربة الصوت شين يو-مي الذي عملت مع بلاكبينك لمدة ست سنوات ودربت جيني قالت في مقابلة أن جيني متعددة المواهب، مع موهبة في الغناء والراب وكتابة الأغاني. 

### الموضة والصورة العامة
بدأت جيني في قراءة مجلات الموضة والنظر إلى أنماط الملابس المختلفة عندما كانت طفلة. جاء اهتمامها بالأزياء من والدتها. أخبرت جيني مجلة إل إندونيسيا أن شانيل كانت جزءا من حياتها منذ صغرها وأنها لا تزال تتذكر ذاكرتها الأولى التي تنطوي على دار الأزياء: "أتذكر عندما كنت صغيرة كنت أبحث في خزانة ملابس والدتي عن أي قطع شانيل يمكنني العثور عليها". في أول ظهور لها كمنفردة مع أغنيتها "سولو" شاركت في تخطيط واختيار ملابسها ووضعت أكثر من 20 ملابس للفيديو الموسيقي. ذكرت جيني في مقابلة مع بيلبورد أن تصوير الفيديو الموسيقي ساعدها على تعلم العديد من الطرق الجديدة للتعامل مع الموضة. صرحت جيني في مقابلة مع إل كوريا أن الموضة أصبحت جانبا مهما في حياتها المهنية حيث حاولت نقل رسالة موسيقاها سمعيا وبصريا.
على الرغم من أن جيني قد اشتهرت بصورتها الأنيقة والقوية على خشبة المسرح، إلا أن شخصيتها خارج المسرح تتميز بسحر انعكاس لطيف. تصف جيني نفسها بأنها "هادئة" و"خجولة" خاصة حول الغرباء. في مقابلة مع هاربر بازار، صرحت جيني: "قد تكون شخصيتي هي ما يفكر فيه الناس عن شخصيتي. ولكن بدلا من أن أكون شخصا وصفني إياه الآخرون، أريد أن أكون فردا جيدًا يفكر بنفسه". وصف جونغ تشول مين، منتج قرية البقاء على قيد الحياة، وهو برنامج ظهرت فيه جيني، بأنها "مضحكة" و "على عكس الكاريزما التي تظهرها على خشبة المسرح، فهي شخص خجول لديه سحر يشبه الطفل. عندما سألت إل كوريا عن وصفها بأنها "أيقونة" و"فريدة من نوعها"، أجابت جيني أنه "إنه لشرف حقا أن أكون مصدر إلهام وكائن مبدع لشخص ما. عندما يعبر الناس عني بهذه الكلمات أشعر بأنني [أحتاج] إلى أن أبدو أجمل وأفضل".

## الحياة الشخصية
في ديسمبر 2018، تم تأكيد أن جيني تواعد عضو فرقة اكسو كاي. تم الإعلان عن انفصالهم في يناير 2019. في فبراير 2021، أفيد بأن جيني تواعد جي دراغون لمدة عام. انتشرت شائعات انفصالهم في مايو 2022 بعد أن قام جي دراغون بإلغاء متابعة جيني على إنستغرام.
في 25 مايو 2022، تم رصد جيني على مع عضو بي تي أس ڤي. بعد إصدار الصور، أصدرت واي جي إنترتينمنت بيانا: "لا يمكننا تأكيد أي شيء عن الحياة الشخصية لفنانينا." في مايو 2023، شوهدت جيني مع ڤي في باريس في مقطع فيديو شاركه مصور فرنسي ولكن لم يؤكد الاثنان - أو وكالتهما - العلاقة أو تنفيها. في ديسمبر، ذكرت الأخبار الكورية أن جيني و ڤي قد انفصلا قبل تجنيد ڤي ومع ذلك لم تعلق أي من وكالتيهما على الأخبار.

## الأعمال الخيرية
منذ عام 2017، كانت جيني داعمة لحملة «حماية عائلتنا» من قبل مستشفى الحيوانات تشونغدام ووري وتساعد الحملة في إنقاذ وإعادة الحيوانات الأليفة المهجورة.

## ديسكوغرافيا

### الألبومات المفردة
| العنوان | التفاصيل                                                                          | المركز في المخططات | المبيعات           |
| العنوان | التفاصيل                                                                          | مخطط غاون          | المبيعات           |
| ------- | --------------------------------------------------------------------------------- | ------------------ | ------------------ |
| سولو    | - الإصدار: 12 نوفمبر 2018 - الوكالة: واي جي، إنترسكوب - الصيغة: سي دي، تحميل رقمي | 2                  | - في كوريا: 48,698 |

### الأغاني المنفردة
| العنوان | السنة | المركز في المخططات | المركز في المخططات | المركز في المخططات | المركز في المخططات | المركز في المخططات | المركز في المخططات | المركز في المخططات | المركز في المخططات | المركز في المخططات | المركز في المخططات | المبيعات                      | الشهادات                            | الألبوم |
| العنوان | السنة | كوريا              | كوريا              | كندا               | الصين              | اليابان            | ماليزيا            | نيوزيلندا          | استكلندا           | سنغافورة           | الولايات المتحدة   | المبيعات                      | الشهادات                            | الألبوم |
| العنوان | السنة | غاون               | هوت                | كندا               | الصين              | اليابان            | ماليزيا            | نيوزيلندا          | استكلندا           | سنغافورة           | الولايات المتحدة   | المبيعات                      | الشهادات                            | الألبوم |
| ------- | ----- | ------------------ | ------------------ | ------------------ | ------------------ | ------------------ | ------------------ | ------------------ | ------------------ | ------------------ | ------------------ | ----------------------------- | ----------------------------------- | ------- |
| "سولو"  | 2018  | 1                  | 1                  | 67                 | 11                 | 22                 | 2                  | 13                 | 80                 | 2                  | 1                  | - في الولايات المتحدة: 10,000 | - شهادة مخطط غاون: أسطوانة بلاتينية | سولو    |

### الأغاني التعاونية
| العنوان                                     | السنة | المركز في المخططات | المركز في المخططات | المركز في المخططات | المبيعات              | الألبوم            |
| العنوان                                     | السنة | كوريا              | كوريا              | الولايات المتحدة   | المبيعات              | الألبوم            |
| العنوان                                     | السنة | غاون               | هوت                | الولايات المتحدة   | المبيعات              | الألبوم            |
| ------------------------------------------- | ----- | ------------------ | ------------------ | ------------------ | --------------------- | ------------------ |
| "سبشل" (لي هاي بالتعاون مع جيني)            | 2013  | 21                 | 16                 | —                  | - في كوريا: 206,840   | الحب الأول         |
| "جيجي بي" (지지베) (سنغري بالتعاون مع جيني) | 2013  | 18                 | 38                 | —                  | - في كوريا: 202,446   | دعنا نتحدث عن الحب |
| "بلاك" (جي دراغون بالتعاون مع جيني)         | 2013  | 2                  | 3                  | 10                 | - في كوريا: 1,009,720 | كوب دي تات         |

## فيلموغرافيا

### فيديو كليب
| السنة | العنوان   | الفنان    | ملاحظة                   | مراجع  |
| ----- | --------- | --------- | ------------------------ | ------ |
| 2012  | (That XX) | جي دراغون | ظهرت كممثلة              | [ 69 ] |
| 2018  | (سولو)    | جيني كيم  | أول فيديو كليب منفرد لها | [ 70 ] |

### برامج تلفزيونية
| السنة | العنوان                  | القناة    | ملاحظات                                 | المراجع |
| ----- | ------------------------ | --------- | --------------------------------------- | ------- |
| 2006  | جيني كيم ـ فلم وثائقي    | MBC       | الفلم يتحدث عن طلاب كوريين في نيوزيلندا | [ 71 ]  |
| 2016  | رانينغ مان               | SBS       | ضيفة في الحلقة 330                      | [ 71 ]  |
| 2016  | ويكلي آيدول              | MBC       | ضيفة في الحلقة 277 والحلقة 310          | [ 71 ]  |
| 2017  | تلفازي الصغير            | MBC       | ضيفة في الحلقة 99                       | [ 71 ]  |
| 2017  | نوينغ بروس               | jTBC      | ضيفة في الحلقة 87                       | [ 71 ]  |
| 2017  | بارك جين يونغ بارتي بيبل | SBS       | ضيفة في الحلقة 4                        | [ 71 ]  |
| 2017  | غيت إت بيوتي             | أون ستايل | ضيفة في الحلقة 2                        | [ 71 ]  |
| 2017  | ميكس ناين                | jTBC      | ضيفة في الحلقة 4                        | [ 71 ]  |
| 2018  | بلاكبينك هاوس            | نایفر     | عضوة بالبرنامج                          | [ 71 ]  |
| 2018  | آيدول روم                | jTBC      | ضيفة في الحلقة 7                        | [ 71 ]  |
| 2018  | قرية البقاء، الثمانية    | SBS       | عضوة بالبرنامج                          | [ 71 ]  |

## الجوائز والترشيحات

### الجوائز الكورية
| السنة | الجائزة                       | الفئة                 | العمل المرشح                      | النتيجة     | مراجع. |
| ----- | ----------------------------- | --------------------- | --------------------------------- | ----------- | ------ |
| 2018  | جوائز إس بي إس للترفيه        | جائزة الروكي (للإناث) | رانينغ مان، قرية البقاء، الثمانية | رُشِّح         | [ 72 ] |
| 2018  | جوائز إس بي إس للترفيه        | جائزة سارق المشهد     | رانينغ مان، قرية البقاء، الثمانية | رُشِّح         | [ 73 ] |
| 2019  | جوائز مخطط غاون للموسيقى      | أغنية العام – نوفمبر  | "سولو"                            | فوز         | [ 74 ] |
| 2019  | إم2 X جوائز الجني الموسيقية   | الانثى المنفردة       | نفسها                             | رُشِّح         | [ 75 ] |
| 2019  | جوائز إمنيت للموسيقى الآسيوية | أفضل مغنية            | نفسها                             | في الانتظار | [ 76 ] |
| 2019  | جوائز إمنيت للموسيقى الآسيوية | مغنية السنة           | نفسها                             | في الانتظار | [ 76 ] |
| 2019  | جوائز إمنيت للموسيقى الآسيوية | أفضل أداء رقص         | "سولو"                            | في الانتظار | [ 76 ] |

## روابط خارجية
- جيني كيم على موقع IMDb (الإنجليزية)
- جيني كيم على موقع ميوزك برينز (الإنجليزية)
- جيني كيم على موقع أول ميوزيك (الإنجليزية)
- جيني كيم على موقع ديسكوغز (الإنجليزية)
- جيني كيم على موقع قاعدة بيانات الفيلم (الإنجليزية)